# Royal Tokaji Borászat
A Royal Tokaji Borászat borászat a Tokaji borvidéken; székhelye Mádon található. A Royal Tokaji a rendszerváltás után az elsők között jött létre magántulajdonú borászatként 1990-ben.

## Történelem
A borászat 1989-ben jött létre. 62 mádi szőlőművelő és külföldi üzletemberek együttműködésével jött létre. Egyik alapítója Hugh Johnson brit borszakíró volt. 1990-ben elsőként készített dűlőszelektált aszút.

## Szőlők
A pincészet kiemelkedő évjárat esetén a következő dűlőkről készít dűlőszelektált borokat: Nyulászó, Szent Tamás és Betsek (Mád), valamint Mézes Mály (Tarcal).

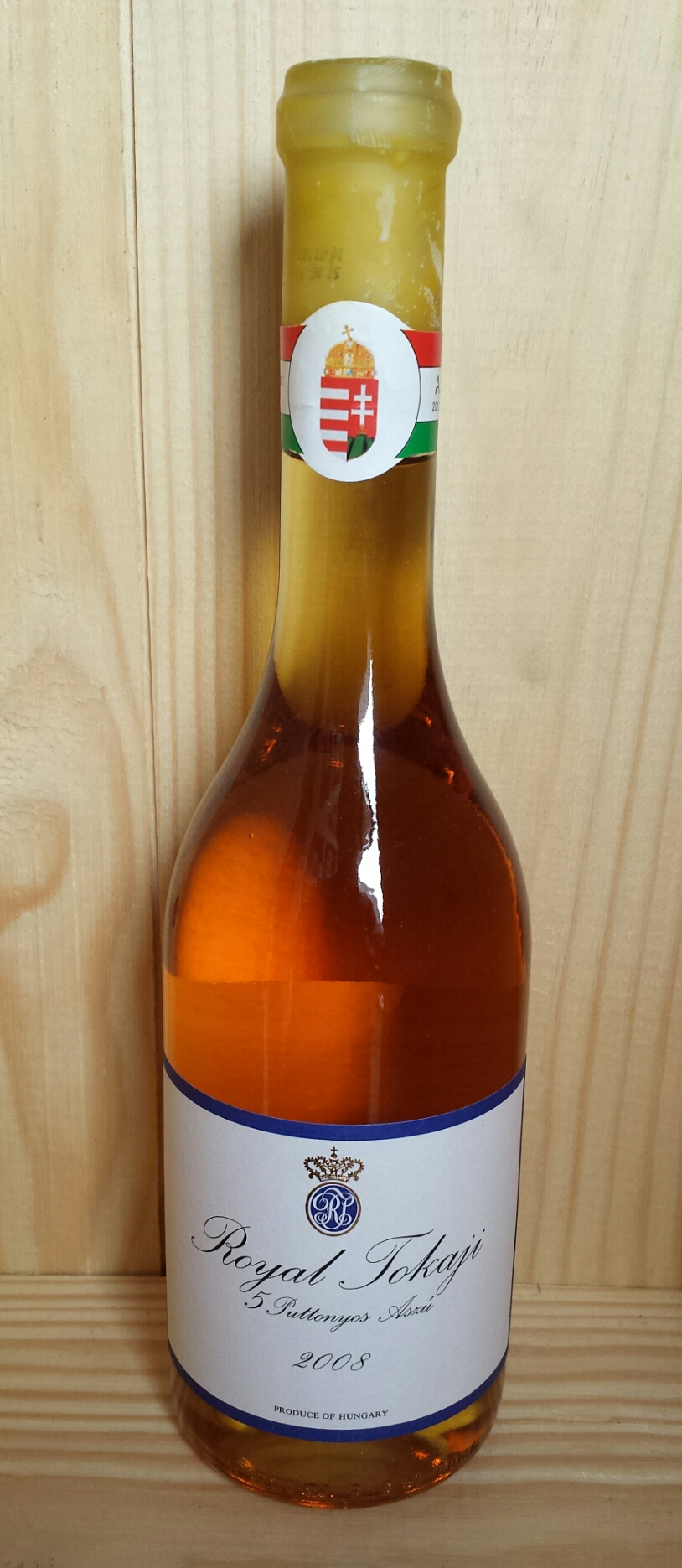
Royal Tokaji 5 puttonyos tokaji aszú 2008

## Borászat, technológia
A Royal Tokaji borok a hagyományos tokaji borkészítési technológián alapulnak, de élnek a modern technológia előnyeivel is. A borkészítés alapját egy 2010-ben átadott beruházás biztosítja. A 2400 m2-nyi épületegyüttes főbb részei a 3 szintes feldolgozó, a fahordós erjesztő és a palackos érlelő. Az új borászati üzemen túl a Royal Tokaji rendelkezik egy a XIII. századból származó 3 szintes borospince, melyben mintegy 1000 méter hosszú pincerendszerben érlelődnek a Royal Tokaji borai. A Royal Tokaji jelenleg 108 hektár szőlőterülettel rendelkezik. Több mint 30 országba exportál.

## Díjak
Az elmúlt évtizedben számos aranyérmet nyertek borai. 2006-ban az amerikai Wine & Spirit magazin kóstolásán a bírák először ítélték oda egy bornak a maximális 100 pontot, az 1999-es Royal Tokaji Essenciának. A Wine Spectator zsűrije pedig a TOP 100 – a világ száz legjobb bora közé többször választotta már a Royal Tokaji aszúborát.
A Drinks International nemzetközi szaklap 2014 és 2015-ben is – először magyar bormárkaként –a világ 50 legrangosabb bormárkája közé sorolta a Royal Tokajit. A Wine Enthusiast amerikai borszaklap kritikusa-írója, Jeff Jenssen 2019-ben a történelem során először adott a maximálisan elérhető 100/100 pontot egy bornak, ami a Royal Tokaji Szt.Tamás 2013 6 Puttonyos Aszúja volt.